# 全乾象
全乾象，山东沂州（山东临沂）人，清朝政治人物。同進士出身。
康熙六十年，登進士。曾于1725年接替周中鋐任上海县知县一职，1726年由李玫接任。